# Dezinformacja (film)
Dezinformacja (ang. Defamation, hebr. השמצה, Hashmatsa, dosł. Zniesławienie) – film dokumentalny wyprodukowany w 2009 roku przez Jo’awa Szamira. Bada on współczesne pojęcie antysemityzmu, a w szczególności sposób jego postrzegania wśród izraelskich i amerykańskich polityków. Film został wyróżniony dwudziestoma nagrodami, m.in. nagrodą dla najlepszego filmu dokumentalnego na festiwalu Asia Pacific Screen Awards oraz na Warszawskim Międzynarodowym Festiwalu Filmowym.

## Opis
Film stara się określić, czy wyrażenie „antysemicki” stało się celową etykietą dla każdego, kto krytykuje Izrael oraz możliwość, że zaabsorbowanie przeszłością (tj. Holocaustem) stało się dla niektórych Żydów hamulcem, który uniemożliwia postęp tu i teraz. Shamir postanowił zrobić ten film po krytyce jego wcześniejszego filmu, oskarżającej go o antysemityzm.
Autor na początku filmu oznajmia, że dorastając w Izraelu nigdy nie doświadczył antysemityzmu w stosunku do siebie i chce się dowiedzieć więcej na ten temat, ponieważ odniesienia do antysemityzmu z krajów całego świata są powszechne w Izraelskich mediach.
Film zawiera m.in. wywiady z Abrahamem Foxmanem (szef Anti-Defamation League), Johnem Mearsheimerem (współautor bestselleru gazety „The New York Times” The Israel Lobby and U.S. Foreign Policy) i Normanem Finkelsteinem (krytyk polityki rządu Izraela, współtwórca terminu „Przedsiębiorstwo Holokaust”). Autor podąża też z kamerą za izraelską grupą uczniów szkoły średniej w jej wycieczce do miejsc martyrologii żydowskiej (m.in Getto lubelskie i Auschwitz-Birkenau) w Polsce, utrzymywaną w ciągłym strachu i izolacji od miejscowej ludności.
W filmie autor zauważa, że w 2007 roku Anti-Defamation League odnotowała znaczny wzrost antysemityzmu, twierdząc, że miało miejsce 1500 incydentów antysemickich w Stanach Zjednoczonych. Gdy Shamir kontaktuje się z działaczami ADL, ci mogą tylko podać listę drobnych incydentów, takich jak strony internetowe z ostrymi komentarzami, listy z pracownikami, którym odmówiono urlopu na żydowskie święta lub osoba obrażona przez policjanta, który użył słowa „żyd”. Prezentuje też przypadek dotyczący grupy afroamerykańskich chłopców, w wieku pomiędzy 10 i 12 lat, którzy obrzucili kamieniami żydowski autobus szkolny, wybijając dwa okna.
Shamirowi udziela wywiadu rabin, który stwierdza, że nadmierna czujność ADL rozpala stosunki między Żydami i nie-Żydami w Stanach Zjednoczonych. Dowiadujemy się też, spośród innych rozmów Shamira, że wśród świeckich Żydów wrażliwość na antysemityzm jest większa niż wśród Żydów religijnych.

## Oceny
Rotten Tomatoes wystawiło 14 pozytywnych i 3 negatywne oceny.
Po pokazie filmu na Tribeca Film Festival ADL wydał oświadczenie potępiające film, stwierdzając, że „uwłacza pojęciu antysemityzmu, fałszuje tragedię Holocaustu, jest przewrotnym, osobistym i politycznym punktem widzenia autora i straconą szansą na udokumentowanie poważnego i ważnego tematu”.
Neil Genzlinger, recenzując film w gazecie „The New York Times”, wyraził opinię, że chociaż te pomysły zasługują na dokładną i obiektywną dyskusję, Shamir nie przekazał jej w tym filmie.